# Forstenrieder Allee (métro de Munich)
Forstenrieder Allee (en allemand : U-Bahnhof Forstenrieder Allee) est une station de la section commune de la ligne U3 du métro de Munich. Elle est située dans le secteur de Thalkirchen-Obersendling-Forstenried-Fürstenried-Solln, à Munich en Allemagne.

## Situation sur le réseau

Plan du métro (2020).

Établie en souterrain, Forstenrieder Allee est une station de passage de la ligne U3 du métro de Munich.
La station se situe à l'est de l'intersection Züricher Straße/Forstenrieder Allee et passe essentiellement sous la Züricher Straße.

## Histoire
La station ouvre le 28 octobre 1989. Elle est le terminus de la ligne U3 jusqu'en 1991.

## Architecture
Les murs derrière la voie sont en béton peint en vert, sur lesquels sont accrochés des tableaux d'Helmut Pfeuffer, qui représentent des motifs de paysage par groupes de trois. Les piliers au centre sont recouverts de tuiles blanches et de bandes d'aluminium aux angles. Comme pour les autres gares ouvertes en 1989, le plafond est conçu comme un auvent composé de panneaux de tôle, sous lequel se trouvent les deux bandes lumineuses qui éclairent le quai, conçu avec le motif de galets de l'Isar.

## Services aux voyageurs

### Accès et accueil
À l'extrémité ouest, la station est accessible à l'intersection et la Knöpflerstrasse par un portique. À l'extrémité est, on peut rejoindre la surface, également par un portique, sur la Züricher Strasse.

### Desserte
Forstenrieder Allee est desservie par les rames de la ligne U3.

### Intermodalité
La station est en correspondance avec les lignes de bus 63 et 132.